# Mercs Lake
Mercs Lake är en sjö i Kanada.   Den ligger i provinsen British Columbia, i den sydvästra delen av landet, 3 700 km väster om huvudstaden Ottawa. Mercs Lake ligger 315 meter över havet. Arean är 0,25 kvadratkilometer. Den sträcker sig 0,5 kilometer i nord-sydlig riktning, och 1,0 kilometer i öst-västlig riktning.
I omgivningarna runt Mercs Lake växer i huvudsak barrskog. Runt Mercs Lake är det mycket glesbefolkat, med 3 invånare per kvadratkilometer.